# Annual Review of Astronomy and Astrophysics
Annual Review of Astronomy and Astrophysics is een internationaal, aan collegiale toetsing onderworpen wetenschappelijk tijdschrift op het gebied van de astronomie. Het is het best geciteerde tijdschrift op het gebied van de astronomie met een impact factor van 26,5 in 2011.
De naam wordt in literatuurverwijzingen meestal afgekort tot Annu. Rev. Astron. Astrophys. of ARA&A. Het tijdschrift wordt uitgegeven door Annual Reviews en verschijnt jaarlijks. Het eerste nummer verscheen in 1963.